# Enzo Lefort
Enzo-Boris Lefort (* 29. September 1991 in Cayenne, Französisch-Guayana) ist ein französischer Florettfechter.

## Erfolge
Enzo Leforts Eltern stammen aus Guadeloupe, wo sie mit Lefort hinzogen, als er drei Jahre alt war. Dort begann er zwei Jahre darauf mit dem Fechten. Er wurde mit der Mannschaft 2014 in Straßburg, 2015 in Montreux, 2017 in Tiflis und 2019 in Düsseldorf Europameister, nachdem er 2012 in Legnano bereits mit ihr Silber gewonnen hatte. 2014 wurde er zudem mit ihr in Kasan Weltmeister und sicherte sich mit Bronze seine erste internationale Einzelmedaille. 2019 und 2022 wurde er jeweils Einzelweltmeister und belegte mit der Mannschaft Rang zwei bzw. drei. Hinzu kommen bei Weltmeisterschaften zwei weitere Bronzemedaillen im Mannschaftswettbewerb. Zweimal nahm er an Olympischen Spielen teil: 2012 belegte er in London im Einzel den 22. Rang, mit der Mannschaft kam er nicht über den achten und damit letzten Platz hinaus. Bei den Olympischen Spielen 2016 in Rio de Janeiro erreichte er in der Mannschaftskonkurrenz dagegen das Finale gegen Russland. Die russische Equipe setzte sich in diesem mit 45:41 gegen Frankreich durch, sodass Lefort gemeinsam mit Jérémy Cadot, Jean-Paul Tony Helissey und Erwann Le Péchoux die Silbermedaille erhielt. Die Einzelkonkurrenz schloss er auf dem 24. Rang ab. Nach dem Olympiasilber erhielt er im Dezember 2016 das Ritterkreuz des Ordre national du Mérite. 
Bei den 2021 ausgetragenen Olympischen Spielen 2020 in Tokio ging Lefort in zwei Wettbewerben an den Start. Im Einzelwettbewerb schied er im Viertelfinale gegen den Italiener Daniele Garozzo mit 10:15 aus. In der Mannschaftskonkurrenz bildete Lefort mit Julien Mertine, Erwann Le Péchoux und Maxime Pauty ein Team. Nach einem 45:34-Erfolg gegen Ägypten und einem 45:42-Sieg gegen die japanische Équipe trafen die Franzosen im Duell um den Olympiasieg auf die unter dem Teamnamen „ROC“ startende russische Formation. Mit 45:28 waren sie dieser deutlich überlegen und erhielten damit die Goldmedaille. Bei den Olympischen Spielen 2024 in Paris zog Lefort in der Einzelkonkurrenz nach zwei Auftakterfolgen ins Viertelfinale ein, in dem er Cheung Ka Long aus Hongkong mit 14:15 knapp unterlag. Im Mannschaftswettbewerb erreichte er gemeinsam mit Maximilien Chastanet, Maxime Pauty und Julien Mertine das Halbfinale, nachdem in der ersten Runde China mit 45:35 besiegt wurde. Im Halbfinale unterlagen die Franzosen der Équipe Japans mit 37:45, sodass sie gegen die Vereinigten Staaten das abschließende Gefecht um Bronze bestritten. Dieses gewannen sie mit 45:32.